# Völs am Schlern
Völs am Schlern (wł. Fiè allo Sciliar) – miejscowość i gmina we Włoszech, w regionie Trydent-Górna Adyga, w prowincji Bolzano.
Liczba mieszkańców gminy wynosiła 3427 (dane z roku 2009). Język niemiecki jest językiem ojczystym dla 95,56%, włoski dla 3,99%, a ladyński dla 0,45% mieszkańców (2001).

## Współpraca
- Friedberg, Niemcy